# Mortal Kombat X
Mortal Kombat X (скор. МКХ) — відеогра жанру файтинг, десята частина серії Mortal Kombat. Розроблена студією NetherRealm Studios та видана Warner Bros. Interactive Entertainment 14 квітня 2015 року для PlayStation 4 та Xbox One. Мобільна версія для iOS та Android була розроблена компанією Warner Bros. International Enterprises.
Сюжет є прямим продовженням Mortal Kombat (2011) і розвивається впродовж кількох років, демонструючи події перезапуску серії. На фоні протистояння кланів і організацій після перемоги над Шао Каном палий бог Шіннок готує захоплення Землі, для протистояння чому два покоління героїв повинні об'єднати зусилля.

## Ігровий процес

### Основи
Ігровий процес базується на Mortal Kombat (2011) та на Injustice: Gods Among Us. При першому запуску гра пропонує вибрати фракцію, що визначає вигляд стартового екрану і додатковий набір бойових прийомів. Всього фракцій є 5: Лін Куей, Білий Лотос, Спеціальні сили, Чорний Дракон, Братство Тіней. Гравцеві дозволено змінити фракцію або ж не приставати до жодної.
В грі з'явилися інтерактивні арени. У кожного бійця є по три стилі, які можна обрати перед поєдинком. Кожен стиль частково змінює зовнішній вигляд, набір прийомів і поведінку бійця, наприклад, накладає певні обмеження. Інтерефейс, на відміну від попередньої частини, більш лаконічний і виконаний в світлих кольорах.
Здоров'я бійців виражається заповненням шкали. Всі бійці мають також шкалу енергії, яка складається з трьох поділок. Одна заповнена поділка дозволяє виконати спеціальний прийом, дві — перервати комбінацію ударів противника, три — виконати прийом X-Ray, який завдає значних ушкоджень та демонструє травми всередині тіла. В Mortal Kombat X додалася шкала витривалості, яка витрачається на біг, ривки, перекати та взаємодію з інтерактивними об'єктами арени. Різні дії витрачають різну кількість запасу витривалості.
Бійці можуть добивати противників особливим прийомами: Фаталіті (англ. Fatality), Бруталіті (англ. Brutality), Добивання фракції (англ. Faction Kill). Фаталіті є смертельними і особливо видовищними прийомами. Наприклад, персонаж Саб-Зіро ламає хребет противника, а потім розриває тіло ворога навпіл. Бруталіті в цій грі є унікальними добиваннями, виконання яких вимагає певних умов і застосування елементів довкілля. Добивання фракції залежать від обраної гравцем фракції персонажів та прогресу в режимі «Війна фракцій». Існує і особливий вид загибелі персонажа — Quitality, при якому, якщо опонент вийде з гри під час онлайн-поєдинку, голова його персонажа розірветься.

### Режими гри
- Режим Історії  — режим, у якому розповідається сюжет гри, поділений на акти, в кожному з яких слід грати за вказаних персонажів. На відміну від МК (2011), після проходження глави сюжету її можна переграти у будь-який момент.
- Сутичка — бій обраним бійцем проти керованого ШІ противника або іншої людини
- Вежі — низка випробувань, де гравець може вибирати з декількох: Класична Вежа (звичайний аркадний режим), Перевірка Сили, Перевірка Вдачі, Нескінченна і Вежа Витривалості.
- Війна Фракцій  — новий онлайн-режим гри, у якому гравці мають обрати одну з п'яти фракцій (Лін Куей, Білий Лотос, Чорний Дракон, Спеціальні Сили, Братство Тіней) та разом з іншими гравцями своєї фракції перемагати ворожих. За успіхи у цьому режимі гравці отримують різні нагороди, зокрема унікальні добивання.
- Живі Вежі  — гравцям доступні три нові Вежі Випробувань, але тепер вони оновлюються через Інтернет. Одна вежа оновлюється кожну годину, друга — кожного дня, а третя — раз на кілька тижнів. За успішне виконання завдань гравцям нараховуються очки, які йдуть на користь обраній фракції.
- Крипта  — режим, у якому можна відкривати ігровий контент (костюми, добивання, арти та музику) за зароблені в інших режимах монети. В МКХ цей режим був доповнений, з'явилися рольові елементи та різноманітні локації.

### Персонажі
Гра пропонує 24 персонажа, не рахуючи персонажів із завантажуваних доповнень. Кожен боєць може вибрати перед боєм один з трьох бойових стилів, кожен з яких відрізняється доступними прийомами і здібностями. До старих персонажів, відомих з попередньої гри, додалися нові.
| Персонажі з попередніх частин: - Скорпіон - Саб-Зіро - Рейден - Кано - Куан Чі - Кунг Лао - Кітана - Рептилія | - Ермак - Міліна - Джонні Кейдж - Соня Блейд - Шіннок - Кенші - Джакс - Лю Кан | Нові персонажі: - Котал Кан - Ферра/Торр - Д'Вора - Кессі Кейдж - Такахаші Такеда - Кунг Джин - Джекі Бріггс - Еррон Блек | DLC-персонажі: - Горо - Джейсон Вурхіз - Таня - Хижак - Тремор - Трайборг |

В сюжеті також з'являються Барака, Рейн, Саріна, Сіндел, Страйкер, Кабал, Смоук, Нічний вовк, Бо Рай Чо, Лі Мей, Фрост і Фуджін.

### Арени
- Бухта (англ. Kove) — скеляста бухта в Зовнішньому світі, де лютує шторм. Пристань прикрашена людськими черепами, а у воді плавають уламки кораблів.
- Мертві ліси (англ. Dead Woods) — засніжений засохлий ліс, всіяний трупами мертвих воїнів.
- Ринок Зовнішнього Світу (англ. Outworld Marketplace) — ринок біля стін міста. На фоні стоять прилавки з товарами, ходять люди і місцеві тварини.
- Джунглі Кутану (англ. Kuatan Jungle) — напівзатоплені джунглі Зовнішнього світу, де стоїть камінний храм.
- Табір біженців (англ. Refugee Kamp) — нетрі, оточені батальйоном Спеціальних сил Земного царства, де відкритий портал до Зовнішнього Світу.
- Зруйноване місто (англ. Destroyed City) — місто Земного царства, завалене руїнами і поламаною технікою, що почало заростати рослинністю.
- Двір Імператора (англ. Emperor's Courtyard) — будівництво статуї імператора Зовнішнього світу Котал Кана, де трудяться раби.
- Перехрестя (англ. Krossroads) — вулканічний пейзаж з гострими скелями, яким протікає ріка лави. Навколо валяються кістки, а на фоні стоять залізні колони з підвішеними на них людьми.
- Небесний Храм (англ. Sky Temple) — подвір'я храму в східному стилі, що освітлюється ліхтарями і свічками в той час як на небі бушує гроза.
- Фортеця Куана Чі (англ. Quan Chi's Fortress) — майданчик на краю прірви, де стоять шафи з книгами і заспиртовані результати дослідів Куан Чі. На ланцюгах зверху підвішені масивні світильники, а в центрі розташований басейн, звідки час від часу виринає подоба людини.
- Тренувальна кімната (англ. Training Room) — темно-сіре округле приміщення, підсвічене синіми вогнями. На стіні міститься символ Спеціальних Сил Землі.
- Зала Джінсей (англ. Jinsei Chamber) — місце в Земному царстві у Небесному храмі, де міститься його життєва сила. Кругла камінна зала, в центрі якої висять світні випари.
- Палац Лін Куей (англ. Lin Kuei Palace) — палац десь у засніжених горах. Статуя розлюченого монаха тримає в руках вогні, а по боках стоять мумії.

## Сюжет
Події розгортаються впродовж багатьох років, починаючись через два роки після поразки Шао Кана. У вступному відео коротко оповідається сюжет попередньої частини. На час дії гри Джонні Кейдж, Соня Блейд і Кенші утворили батальйон для захисту Землі. Шіннок, котрий доти захопив владу в Пеклі, нападає на Земне царство разом зі своєю армією демонів, а також воскрешених магією Куан Чі воїнів Земного царства, котрі загинули під час вторгнення Шао Кана.
Перша глава. На гелікоптер з Джонні, Сонею і Кенші нападає Скорпіон з Саб-Зіро. Кейдж в ході бійки опиняється зі Скорпіоном на землі, а Соня падає на гелікоптері. Тим часом Рейден і Фуджін в Небесному храмі захищають життєву силу Землі Джінсей від демонів. Раптом прибуває Куан Чі разом зі Кабалом, Сіндел і Страйкером на своєму боці.
Джонні, Соня та Кенші, справившись з противниками, та решта батальйону вирушають до Небесного храму через Мертві ліси, де зустрічають Джакса, Смоука та Нічного Вовка. Паралельно Рейден і Фуджін борються з прислужниками Шіннока і ним самим, але той долає їх і захоплює за допомогою свого амулета. На заваді йому стає прибулий Кейдж з друзями, але Шіннок перемагає і їх, за винятком Джонні, котрий в останні роки відкрив у собі магічні сили. Кейджу вдається ув'язнити лиходія в його ж амулеті, який Рейден довіряє Кейджу на зберігання.
Минає 20 років і Джонні, Соня та Кенші формують Спеціальні сили. До складу входять також Кессі Кейдж (дочка Джонні Кейджа і Соні Блейд), Такеда Такахаші (син Кенші), Джекі Бріггс (дочка Джексона «Джакса» Бріггса), і Кунг Джин (молодший племінник Кунг Лао). Вони вирушають на завдання до храму клану Лін Куей, щоб дізнатися чому від Саб-Зіро немає ніяких звісток. Дорогою вони обговорюють правління нового імператора Зовнішнього світу Котал Кана, з яким підписано мир — Пакт Рейко. Зовнішній світ стоїть на порозі громадянської війни через спротив Міліни, дочки Шао Кана, скинутої Коталем. Якщо новий імператор втратить владу, Земля знову опиниться в небезпеці.
Друга глава. Кано торгується з Котал Каном з приводу інформації про Міліну. В цей час Міліна, Таня і Рейн нападають на імператорський кортеж. Охоронець Котала, жінка-комаха Д'Вора, біжить битися з повстанцями, а Кано вчиняє замах на імператора. Проте останньому вдається побороти Кано, а потім Таню і Рейна. Врешті Рейн хапає Міліну і тікає, але Коталь помічає в повстанців амулет Шіннока.
Третя глава. Саб-Зіро дізнається про прихід Спеціальних сил, але дозволяє їм пройти в палац. Там їх оточують охоронці й зав'язується бійка. Саб-Зіро захоплює всіх прибулих бійців, проте несподівано повідомляє, що випробовував їх і звільняє.
У Земне царство прибувають біженці з Зовнішнього світу. Лі Мей повідомляє про магічну зброю Міліни і Кано. Спеціальні Сили посилать Кессі, Такеду, Джекі та Кунга в Зовнішній світ.
Четверта глава. На площі в Зовнішньому світі Кунг Джин зустрічає найманця Еррона Блека, який не пускає гостей з Землі далі. Джин помічає страту злодія, який крав через голод, і кидається рятувати його, що спричиняє бійку. В сутичку втручається Ферра верхи на велетні Торрі. Врешті прибуває Д'Вора і обіцяє провести аудієнцію в імператора.
Джин пригадує як 5 років тому був злодієм. Він викрав реліквію Кунг Лао, але це помітив Рейден і порадив піти до академії Ву Ші в Шаоліні.
Котал здивований новиною про біженців зі свого світу і обурюється з приводу зникнення амулета Шіннока з-під охорони Землі. Він наказує стратити гостей, але Джин пропонує вирішити все в поєдинку та долає Коталя. Вони вирішують розшукати амулет разом.
П'ята глава. Соня розшукує Кано, а Рейден впевнюється у зникненні амулета зі сховку. У спогадах Соня і Кейдж штурмують палац Куан Чі, де стикаються з підкореними його волі Скорпіоном, Саб-Зіро і Джаксом. Їм вдається подолати нападників, після чого на допомогу приходить Рейден та повертає палих бійців до життя, звільняючи їх з-під влади чаклуна.
Дія повертається до сучасності, де Лін Мей, Кенші та Джакс знаходять Кано. Соня перемагає його в бою та змушує видати координати Міліни.
Шоста глава. Отримані дані приводять Спеціальні сили в джунглі. Д'Вора обговорює політику з Рептилією, коли в палац забігає Міліна зі своєю арміє таркатанів на чолі з Баракою. Рептилія оскаржує її право на трон, оскільки Міліна не є дочкою Шао Кана по крові, а вирощена в його Ямах плоті. Д'Вора б'ється з Баракою, після чого переслідує повстанців у джунглях.
Міліна з прибічниками опиняються в полоні. Д'Вора вбиває Міліну, але Котал Кан більш не довіряє Землі та не бажає віддавати амулет Шіннока. Імператор відбирає амулет, а Д'Вора в цей час говорить з Куан Чі, якому насправді прислуговує. Коли амулет переносять, вона викрадає його, а Куан Чі зі своїми слугами спішить назустріч.
Соня, ще не знаючи всього цього, переконує Джакса, котрий пішов у відставку, допомогти Спеціальним силам.
Сьома глава. Полоненим Котала вдається втекти, а Такеда Такахаші згадує як 5 років тому вчився у Скорпіона. Неочікувано повертається батько Такеди, Кенші, котрий покинув сина 10 років тому, після смерті матері. Розлютований Такеда накидається на батька, котрий після бою розповідає, що матір вбив клан Червоного Дракона. Кенші приховував це, аби син навчився битися, а не почав одразу мстити.
Рептилія з Єрмаком прибувають на місце викрадення амулета, де стикаються зі Спеціальними силами. Рептилія, Єрмак і Блек прибувають до імператора і розповідають про зраду Д'Вори. Спеціальні сили ж в той час вислідковують Д'Вору.
Восьма глава. Джакс вирушає в Пекло на пошуки Куан Чі. З Кенші та Саріною він влаштовує засідку. Однак чаклун зі своїми прибічниками виявляється сильнішим, аніж очікувалось. Джаксу доводиться боротися з Кунг Лао, Сіндел, Кітаною, і Лю Каном. В результаті Куан Чі вдається схопити.
Дев'ята глава. Скорпіон вимагає вбити Куан Чі, попри те, що тоді не можна буде позбавити чарів поневолених ним союзників. Скорпіон пригадує як 5 років тому обговорював з Саб-Зіро честь їхніх кланів. Раптом на нього надає Фрост і Скорпіон поновлює ворожнечу з Саб-Зіро. Але все ж їм вдається помиритися і тоді Саб-Зіро показує запис пам'яті Сектора. Виявляється, це Куан Чі посварив клани.
Скорпіон добирається до Куан Чі помститися йому, та чаклунові на допомогу приходить Д'Вора з амулетом. Скорпіон стинає чаклуну голову, проте той встигає промовити закляття, яке активує амулет. Шіннок вибирається із заточення та приводить своїх слуг в Земне царство. Решта спеціальних сил повертаються із Зовнішнього світу, застаючи свою базу розгромленою.
Десята глава. Рейден зустрічається з Бо' Рай Чо в Небесному храмі. Він згадує події 20-ирічної давнини, коли з Лю Каном та Кунг Лао намагався звільнити Шао Лінь від військ Шао Кана на чолі з Баракою і Д'Ворою.
До храму вривається Шіннок, щоб заволодіти душею Бо' Рай Чо і схопити Рейдена. Рейден бореться зі своїми колишніми друзями, а Шіннок доставляє в храм Джонні Кейджа. Шіннок отруює силу Джінсей, та саме в цю мить надходить Рейден. Проте його противник знерухомлює бога грома, а сам набуває демонічного вигляду і поширює над всім світом магічні червоні хмари.
Одинадцята глава. Спеціальні сили вилітають до Небесного храму, але змушені сісти в Мертвих лісах через чаклунські хмари. Перед ними відкривається портал, звідки виходить Котал Кан на чолі загону своїх бійців з намірами схопити їх. Джекі бореться з Рептилією, Єрмаком та Феррою/Торром. Котал вирішує задобрити Шіннока, вбивши Спеціальні сили, та на допомогу прибуває Саб-Зіро з загоном свого клану. Разом вони долають противників і вирушають в Небесний храм.
Дванадцята глава. Герої прокрадаються в храм, де підслуховують плани Шіннока зі знищення Старших богів. Випадково вони викривають себе і вимушені битися зі слугами Шіннока. Джессі пробивається до палого бога. Коли Шіннок показово мучить її батька, Джонні, Джессі демонструє таку ж магічну силу, як і в нього. Це надихає її побороти лиходія.
Рейден просить помістити його в згусток Джінсей, щоб очистити життєву силу Землі. Рейден розсіює червоні хмари, а в Шіннока відбирає його силу. В храм прибувають загони Спеціальних сил, арештовують Шіннока та Д'Вору, хоч Кунг Лао, Лю Кан, Сіндел та Кітана встигають втекти. Джессі зустрічає Соню та злегка пораненого Кейджа, а Кунг Джин залишається поряд з ослабленим Рейденом.
Після титрів Рейден з начепленим амулетом світиться жовтим світлом, як сам Шіннок в демонічній формі. Він обіцяє без жалю знищити будь-яких ворогів Земного царства, кидає на підлогу живу голову Шіннока і зникає. Камера переміщується і з'ясовується, що він говорив до Лю Кана і Кітани.

## Мобільна версія
На початку березня 2015 була анонсована версія гри для iOS та Android. Вийшла мобільна Mortal Kombat X в квітні 2015 року. Вона являє собою файтинг з елементами карткової гри. У ній за виконання ігрових завдань гравці можуть розблоковувати нові костюми для консольних та ПК-версій гри.

## Супутня продукція

### Комікси
В жовтні 2014 року була анонсована серія коміксів Mortal Kombat-X від DC Comics. Сюжет коміксів розповідає про події, які відбувалися до початку основного сюжету гри та розкриває нових бійців. Перший номер вийшов 7 січня 2015 року, наступні виходили щотижня, станом на літо 2015 року маючи 29 випусків. Автором є Шон Кіттельсен, художники — Декстер Сой, Даніель Семпеа та Ігор Віторіно. Поширюються комікси як в паперовому варіанті, так і електронному.